# Гамада Роман Романович
Рома́н Рома́нович Гамада́ (нар. 30 вересня 1961, м. Добромиль — 27 січня 2017, Львів) — український сходознавець, перекладач, редактор-упорядник.

## Життєпис
Народився 30 вересня 1961 року в місті Добромиль Старосамбірського району Львівської області.
У 1983 році закінчив Львівський національний університет імені Івана Франка (російське відділення). Одночасно закінчив дворічний факультатив перської мови та літератури, а також дворічні курси гідів-перекладачів (чеське відділення) при БММТ «Супутник» (Бюро міжнародного молодіжного туризму). Понад двадцять років працював у науковому видавництві «Світ» та паралельно викладав перську мову й літературу у Львівському національному університеті ім. Івана Франка.
Старший викладач кафедри сходознавства імені професора Ярослава Дашкевича філологічного факультету Львівського національного університету імені Івана Франка. Член Національної спілки письменників України. Лауреат літературної премії ім. Миколи Лукаша (1999) та першої літературної премії Фонду Воляників-Швабінських при Фундації Українського Вільного Університету в Нью-Йорку (2008). Нагороджений Почесною грамотою Міністерства культури й ісламської орієнтації Ісламської Республіки Іран (2004). Відзначений Спеціальною подякою Міністра культури України за визначні заслуги у галузі перекладознавства (2012). Постійний автор журналу іноземної літератури «Всесвіт».
У 2014 році став лауреатом літературної премії ім. Максима Рильського за книги перекладів з перської мови «Захоплюючі розповіді» Алі Сафі та «Бахтіяр-наме», що вийшли у 2011 та 2012 роках у тернопільському видавництві «Богдан».

## Творчий доробок
Окремими книгами вийшли «Перські оповідки» у 2-х томах (Львів: ЛА «Піраміда», 2007—2008), перекладені з унікального рукопису, переписаного в Індії 1687 р., «Анекдоти про муллу Насреддіна» (Тернопіль: Навчальна книга «Богдан», 2008, 2010), «Весела книга» Алі Сафі (2011) та ін. У 2008 р. спільно з видавництвом «Навчальна книга Богдан» заснував дві нові серії — «Скарби Сходу» та «Пам'ятки світової літератури». У серії «Скарби Сходу» вийшли друком «Антологія перського гумору», твір перського письменника XVI ст. Алі Сафі «Захоплюючі розповіді» (Тернопіль: Навчальна книга «Богдан», 2010), класична обрамлена повість ХІ ст. «Пригоди Бахтіяра», «Іранські народні казки» (Тернопіль: Навчальна книга «Богдан», 2011), у серії «Пам'ятки світової літератури» — «Мулла Насреддін» та «Бахтіяр-наме». У вересні 2016 року вийшли перші повні переклади українською мовою творів Сааді «Бустан» та «Ґулістан» (Трояндовий сад) (Тернопіль: Навчальна книга «Богдан», 2016). Наукова підготовка тексту, передмова, примітки та коментарі Романа Гамади, переклад віршів Миколи Ільницького.

## Літературна Премія імені Романа Гамади
Спілка письменників України разом з Львівським національним університетом ім. Івана Франка заснували літературну Премію імені Романа Романовича Гамади. Перше вручення Премії відбулося 12 жовтня 2018 року у Дзеркальній залі ЛНУ. Лауреатами Премії стали Сергій Борщевський за переклад з іспанської «Оповідок Еви Луни» чилійської письменниці Ісабель Альєнде та Сергій Рибалкін за переклад з арабської мови «Подорожі Синдбада та інших арабських казок». Щорічно Премією відзначатимуть від 1 до 3 лауреатів за високохудожні переклади українською мовою.

### Основні публікації
- Роман Гамада. Середньовічні перські оповіді //Всесвіт № 5-6, 1999.
- Роман Гамада. Перська народна література в Україні й проблеми адаптації // Записки Наукового товариства імені Шевченка. — Том CCXXXIX. Праці Філологічної секції. — Львів, 2000. — С. 466-78.
- Роман Гамада. «Вуста, спечені жагою метафор» (До джерел Єжи Гарасимовича) // Всесвіт: Журнал іноземної літератури. — Київ, 2003. — № 11/12. — С. 154—155.
- Перські оповідки: У 2 т. / Перкл., упорядк. Р. Гамада. — Т. 1. — Львів: ЛА «Піраміда», 2007. — 424 с. — (Серія «Майстри українського перекладу»);
- Перські оповідки: У 2 т. / Перкл., упорядк. Р. Гамада. — Т. 2. — Львів: ЛА «Піраміда», 2008. — 364 с. — (Серія «Майстри українського перекладу»);
- Анекдоти про Муллу Насреддіна / Перекл. з перської, упорядкув. Р. Гамади. — Тернопіль: Навчальна книга — Богдан, 2008. — 288 с. — (Серія «Скарби Сходу»).
- Антологія перського гумору / Перекл. з перської, упорядкув., заг. редакція Р. Гамади. — Тернопіль: Навчальна книга — Богдан, 2010. — 528 с. — (Серія «Скарби Сходу»);
- Роман Гамада. «І швець, і жнець, на дуду ігрець, і на всяке діло не взяв його грець» (читаючи Лукашевого «Декамерона») // Наш Лукаш. У двох кн. / упоряд. Леонід Череватенко. — К.: Вид. дім "Києво-Могилянська академія, 2011. — Книга 2. — 639 с. — С. 431—443.
- Іранські народні казки / Перекл. з перської, упорядкув. Р. Гамади. — Тернопіль: Навчальна книга — Богдан, 2011. — 232 с. — (Серія «Скарби Сходу»);
- Захоплюючі розповіді / Алі Сафі; перекл. з перської, упорядкув., заг. редакція Р. Гамади. — Тернопіль: Навчальна книга — Богдан, 2011. — 248 с. — (Серія «Скарби Сходу»);
- Весела книга / Алі Сафі; перекл. з перської Р. Гамади. — Тернопіль: Навчальна книга — Богдан, 2011. — 156 с. — (Серія «Скарби Сходу»);
- Витончені жарти / Убейд Закані; перекл. з перської Р. Гамади, перекл. віршів М. Ільницького. — Тернопіль: Навчальна книга — Богдан, 2012. — 144 с. — (Серія «Скарби Сходу»);
- Зібрання історій / Мохаммед Ауфі; перекл. з перської Р. Гамади. — Тернопіль: Навчальна книга — Богдан, 2012. — 112 с. — (Серія «Скарби Сходу»).
- Бустан: поема / Абу Мохаммед Мушріф-ад-дін Мусліх ібн Абдаллах ібн Мушріф Сааді Ширазі; перекл. з перської Р. Гамади, перекл. віршів М. Ільницького. — Тернопіль: Навчальна книга — Богдан, 2016. — 528 с. — (Серія «Скарби Сходу»)
- Ґулістан (Трояндовий сад): поема / Абу Мохаммед Мушріф-ад-дін Мусліх ібн Абдаллах ібн Мушріф Сааді Ширазі; перекл. з перської Р. Гамади, перекл. віршів М. Ільницького. — Тернопіль: Навчальна книга — Богдан, 2016. — 368 с. — (Серія «Скарби Сходу»)

### Рецензії
- Кочубей Ю. Каравани пригод: реальність життя і чудодійні сили // Всесвіт: Журнал іноземної літератури. — Київ, 2008. — № 3/4.- C. 212—214. (Рец. на кн.: Перські оповідки: у 2 т. Т.1, пер., упоряд. Роман Гамада. — Львів: ЛА «Піраміда», 2007. — 424 с., 33 вкл.).